# 沃爾歐文錫伯鯰
沃爾歐文錫伯鯰，為輻鰭魚綱鯰形目北非鯰科的其中一種，被IUCN列為瀕危保育類動物，分布於非洲沃爾河流域，體長可達17.8公分，棲息在溪流的底層水域，屬肉食性，生活習性不明。